# Итальянская Формула-4
Итальянская Формула-4 — итальянская гоночная серия категории ФИА Формула-4.

## История
Чемпионат создан в 2014 г. Он заменил Итальянскую Формулу-Абарт, из которой были взяты шасси и двигатель для Ф-4.

## Гоночный уик-энд
Гоночный уик-энд начинается двумя 40-минутными тренировками, за ней следует квалификация, состоящая из двух 15-минутных сегментов. Гонок проводится три, первая и третья из которых длятся 28 минут, а вторая — 18 минут.

## Гоночный болид
В Итальянской Формуле-4 используются шасси Tatuus F4-T014 и 1,4 литровый двигатель Abarth. Поставщиком резины является Pirelli.

## Особенности
- Во второй гонке уик-энда очки начисляются не по стандартной системе, а только первым восьми гонщикам (13-11-9-6-5-4-2-1).

- В первом сезоне Итальянской Формулы-4 существовало возрастное ограничение — в чемпионате могли принимать участие только пилоты, достигшие 18-летнего возраста. Со второго сезона данное ограничение не действует[3][4].

- Со второго сезона в серии есть отдельный женский класс[5].

## Телевещание
Прямые трансляции этапов осуществляются на официальном сайте серии.

## Сезоны

### 2014
Сезон 2014 — дебютный. Он начался 8 июня на трассе Адрия и закончился 12 октября на Автодроме Энцо и Дино Феррари.
Чемпионом стал канадец Лэнс Стролл, набравший 331 очко. На 94 очка (237) от него отстал Маттиа Друди, третьим стал Андре Руссо (200 очков).

### 2015
Сезон 2015 стартовал 3 мая на трассе Валлелунга и завершился 4 октября на трассе Мизано.
С 331 очком чемпионат выиграл дебютировавший в серии эстонец Ральф Эрон, за ним титульные места заняли китаец Чжоу Гуаньюй (223 очка) и россиянин Роберт Шварцман (212 очков).

## Победители
| Сезон | Чемпион          | Команда чемпиона      |
| ----- | ---------------- | --------------------- |
| 2014  | Лэнс Стролл      | Prema Powerteam       |
| 2015  | Ральф Эрон       | Prema Powerteam       |
| 2016  | Марко Зибер      | Jenzer Motorsport     |
| 2017  | Маркус Армстронг | Prema Powerteam       |
| 2018  | Энцо Фиттипальди | Prema Powerteam       |
| 2019  | Деннис Хаугер    | Van Amersfoort Racing |

| Сезон | Команда               |
| ----- | --------------------- |
| 2014  | Prema Powerteam       |
| 2015  | Prema Powerteam       |
| 2016  | Prema Powerteam       |
| 2017  | Bhaitech              |
| 2018  | Prema Powerteam       |
| 2019  | Van Amersfoort Racing |

## Пилоты дошедшие доФормулы-1
| Сезон | Пилот        | Команда         | Первый сезон | Первая команда |
| ----- | ------------ | --------------- | ------------ | -------------- |
| 2014  | Лэнс Стролл  | Prema Powerteam | 2017         | Уильямс        |
| 2015  | Чжоу Гуаньюй | Prema Powerteam | 2022         | Альфа Ромео    |
| 2016  | Мик Шумахер  | Prema Powerteam | 2021         | Хаас           |

## Женщины в Итальянской Формуле-4
В истории Итальянской Формулы-4 выступало 6 гонщиц: София Флёрш, Амна аль-Кубаиси, Хамда аль-Кубаиси, Майя Вег, Виктория Блохина и Аурелия Нобельс.
| Гонщица           | Сезоны    | Гонки | Победы | Подиумы |
| ----------------- | --------- | ----- | ------ | ------- |
| София Флёрш       | 2017      | 9     | 0      | 0       |
| Майя Вег          | 2021-2022 | 41    | 0      | 0       |
| Аурелия Нобельс   | 2023      | 0     | 0      | 0       |
| Виктория Блохина  | 2022      | 20    | 0      | 0       |
| Хамда аль-Кубаиси | 2019-2021 | 46    | 0      | 1       |
| Амна аль-Кубаиси  | 2019-2020 | 39    | 0      | 0       |

### Комментарии
1. ↑  Некоторые Гран-при проходят на трассах других Европейских стран.
2. ↑  Из-за вторжение России на Украину Виктория Блохина сменила российский флаг на итальянский